# Highweek
Highweek är en ort i civil parish Newton Abbot, i distriktet Teignbridge, i grevskapet Devon, i England. Highweek var en civil parish fram till 1974 när blev den en del av Newton Abbot. Civil parish hade 5 626 invånare år 1951.